# Distretto di Nakagawa (Tokachi)
Il distretto di Nakagawa (中川郡?) è uno dei distretti della sottoprefettura di Tokachi, Hokkaidō, in Giappone.
Comprende i comuni di Honbetsu, Ikeda, Makubetsu e Toyokoro.